# 馬野精一
馬野 精一（まの せいいち、1884年（明治17年）9月 - 没年不詳）は、朝鮮総督府官僚。

## 経歴
山口県出身。1908年（明治41年）に早稲田大学政治経済科を卒業。翌年、同研究科を卒業し、高等文官試験に合格した。滋賀県属、同試補、鹿児島県揖宿郡長、富山県理事官を務めた。1919年（大正8年）、朝鮮総督府事務官となり、黄海道第三部長、慶尚南道警察部長、京畿道警察部長・警察官講習所長などを歴任した。1925年（大正14年）に京城府尹に就任し、1929年（昭和4年）には咸鏡南道知事に昇格し、さらに全羅南道知事に転じた。